# Сикар, Карл Яковлевич
Карл (Шарль) Яковлевич Сикар-старший (фр. Charles Sicard-aîné; 28 февраля 1773 или 1774, Валлорис — февраль 1830) — российский и французский предприниматель, коммерции советник, историк-любитель. Генеральный консул в Ливорно (Великое герцогство Тосканское) в 1817—1829 годах. Кавалер ордена Св. Владимира 4-й степени (1818) и Св. Анны 2-й степени (1826).

## Биография
Согласно архиву Дворянского собрания Бессарабской губернии, Шарль Сикар, сын Жака Сикара (фр. Jacques Sicard), родился в 1774-м году, в Валлорис. По другим данным, родился 28 февраля 1773.
Являлся близким приятелем и сотрудником герцога А. Э. Ришельё. В 1804 году перебрался в Одессу, где открыл коммерческую фирму. Главная контора располагалась в Париже, представительства — в Одессе и Константинополе. Впрочем, попытка получить преференции для братьев от Ришельё оказалась напрасной. В 1807 году принял русское подданство. Впоследствии стал купцом 1-й гильдии. Занимался также кредитными операциями.
Заработал немалое состояние во время Отечественной войны 1812 года, поставляя русской армии продовольствие. В 1813 году его годовой оборот по торговле и кредитам составил 10 млн рублей. В 1814 году по ходатайству Херсонского военного губернатора графа А. Ф. Андро-де-Ланжерон был высочайшим указом пожалован коммерции советником. В том же году женился на Лауре ван Тис (нидерл. Laura van Thyes).
С 1815 года все больше входит в банковское дело. В то же время возвёл одну из первых гостиниц в Одессе (на Итальянском бульваре, 13) «Hotel du Nord» (ныне — Музей Пушкина в Одессе), где в 1823 году жил русский поэт А. С. Пушкин, с которым Сикар познакомился во время земельных операций в Бессарабии.
Из всех домов, посещаемых Пушкиным в Одессе, особенно любил он обедать у негоцианта Сикара, некогда французского консула, одного из старейших жителей Одессы* и автора брошюры на французском языке о торговле в Одессе. Пять-шесть обедов в год, им даваемых, не иначе как званых и немноголюдных (не более как двадцати четырех человек, без женщин) действительно были замечательны отсутствием всякого этикета, при высшей сервировке стола. Пушкин был всегда приглашаем, и здесь я его находил, как говорится, совершенно в своей тарелке, дающим иногда волю болтовне, которая любезно принималась собеседникамиЛипранди И. П. Из дневника и воспоминаний // Пушкин в воспоминаниях современников. — 3-е изд., доп. — СПб.: Академический проект, 1998. — Т. 1—2.

Т. 1. — 1998. — С. 336.
В 1816 году основал «Черноморскую компанию» (фр. «Compagnie de la Mer noir») с центральной конторой в Париже, торговым агентством в Марселе и отделениями в Константинополе и Одессе, которая занималась кредитованием и закупкой продовольствия. Так, в 1820 году началась покупка пшеницы в Бахмутском уезде для дальнейшего экспорта через Таганрогский порт.
В 1817—1829 годах занимал должность генерального консула в Ливорно (Великое герцогство Тосканское). За свою службу в этой должности в 1818 году получил орден Св. Владимира 4-й степени, а в 1826 году — Св. Анны 2-й степени.
Автор «Письма об Одессе», опубликованных на французском («Lettres sur Odessa» — СПб., 1812) и на русском языке. Являлся автором «Писем о Крыме и Азовском море» и рукописи о деятельности Ришельё в Одессе («Notices sur le duc Richelieu»), отрывки из которой были помещены в «Истории города Одессы» А. Скальковского. «Письма об Одессе» были написаны в 1811 году.
Погиб в феврале 1830-го во время бури в Средиземном море на пути из Одессы в Константинополь.

## Семья
Жена — Лаура Сикар (1797—1.2.1864), урождённая ван Тис (нидерл. Laura van Thyes).
Дети:
- Карл Карлович Сикар[вд] (1809 — июль, 1885), внебрачный сын, гласный Одесской думы. Его дочь Елизавета[вд] вышла замуж за княза Михаила Родионовича Кантакузена.
- Каролина-Елизавета-Екатерина-Мария-Лаура (04.04.1818—27.01.1905), в замужестве Лисаковская[10]
- Жан-Людвиг-Теодор (10.03.1819 — после 1850), Бендерский уездный депутат
- Карл-Христофор-Николай (30.04.1820—?)
- Сусанна-Лаура-Георгия (01.03.1822—?), жена Ж.-Б. Сорона
- Лаура-София-Елизавета (08.05.1824—18.11.1911), жена Карла-Филиберта Сикара (ум. 1905), купца 2-й гильдии[11]
- Каролина-Елизавета (08.04.1826—?), в замужестве Вассал
- Михаил (28.10.1830—?)

### Труды Сикара
на русском языке
- Г. Сикар. Письма об Одессе. Сочинение г. Сикара, одесскаго негоцианта, коммерции советника и российскаго генеральнаго консула в Ливорне / перевод с франзускаго [и предисл.] Николая Трегубова. — СПб.: в типографии Карла Края, 1818. — 156 с. Архивировано 27 ноября 2024 года.

на французском языке
- Sicard-ainé, Charles. Lettres sur Odessa (фр.) / par Sicard ainé. — St.-Pétersbourg: de l’imprimerie de Pluchart et Comp., 1812. — P. 415. Архивировано 6 декабря 2024 года.
- M. Sicard. Russie. Du commerce de la mer Noire (фр.). — Paris: Revue des Deux Mondes, 1829. — P. 49—60.